# Жеђ (кратки филм)
„Жеђ” је југословенски кратки филм из 1981. године. Режирао га је Никола Стојановић који је написао и сценарио.

## Улоге
| Глумац        | Улога |
| ------------- | ----- |
| Радош Бајић   |       |
| Предраг Ејдус |       |
| Жарко Радић   |       |
| Стево Жигон   |       |